# Чудновський Григорій Вольфович
Чудновський Григорій Вольфович (*1952, Київ) — математик, який займається теорією чисел.
Зробив внесок у теорію трансцендентних чисел та у дослідження гамма-функції. Працює у близькому співробітництві зі своїм братом Давидом Чудновським.
Відомий багатьма рекордами в обрахуванні числа пі, які були частково обраховані на саморобному суперкомп'ютері названому «m-zero». В 1991 році брати Чудновські обрахували 2 мільярди 260 мільйонів знаків числа пі. Для розрахунків брати використовували спеціальний алгоритм (алгоритм Чудновського) із застосуванням гіпергеометричного ряду подібно до формул Рамануджана. У 2003 році брати Чудновські брали участь у реставрації гобелену «Полювання на єдинорога» в Метрополітен-музеї тим, що співставляли ряд цифрових фотографій.

## Біографія
Батько — Вольф Григорович Чудновський був фахівцем у галузі коливань стрижневих і рамових систем, доктором технічних наук, професором, працював в Інституті механіки АН УРСР, у 1959-1976 був завідувачем кафедри архітектурних конструкцій КДХІ, на архітектурному факультеті викладав "Опір матеріалів". Мати Чудновського, Малке Чудновська, була інженером. Ще у віці 16 років Григорій опублікував свою першу математичну роботу. В 17-річному віці розв'язав десяту проблему Гільберта, приблизно одночасно з Юрієм Матіясевичем, який став відомим через свою роботу 1972 року. Навчався в Київському університеті. Закінчив аспірантуру в Інституті математики. Чудновський обмежений важкою хворобою — міастенією. Для того, щоби забезпечити найкращий медичний догляд батьки Вольф та Малке Чудновські подали заяву на еміграцію в 1972 році. У відповідь на це батько був позбавлений роботи, переслідувались КДБ, навіть було побито матір Чудновського. Родину підтримали закордонні математики, такі як Едвін Гьювіт, з яким Чудновський працював разом у Києві. Свою підтримку висловив також Андрій Сахаров. В 1977 брати Чудновські змогли виїхати спочатку у Францію, а потім в Нью-Йорк, де вони працювали в Колумбійському університеті. В 1981 році Григорій Чудновський одержав високо дотовану стипендію МакАртура. Довгий час Чудновський не міг одержати посаду, відповідну до своїх здібностей, хоча академіки США Марк Кац та Ліпман Берс намагалися знайти приватних спонсорів для утворення позиції. Наразі Григорій разом зі своїм братом є професорами в політехнічному інституті Нью-Йоркського університету.